# Little Chart
Little Chart is een civil parish in het bestuurlijke gebied Ashford, in het Engelse graafschap Kent met 234 inwoners.